# FC Torpedo Mogilev
El FC Torpedo Mogilev es un equipo de fútbol de Bielorrusia que juega en la Segunda División de Bielorrusia, la tercera categoría de fútbol en el país.

## Historia
Fue fundado en el año 1959 en la ciudad de Mogilev con el nombre Kirovets, el cual usaron hasta 1974 y lo cambiaron por Torpedo; y formó parte de la desaparecida Liga Soviética de Bielorrusia, de la cual salió campeón en una ocasión en 1982.
Tras la caída de la Unión Soviética y la independencia de Bielorrusia, el club fue uno de los equipos fundadores de la Liga Premier de Bielorrusia en 1992, en la cual terminaron en séptimo lugar en su temporada inaugural.
En 1996 el club cambia su nombre por el de FC Torpedo-Kadino Mogilev y en 2005 el club desaparece por problemas financieros mientras juega en la Primera División de Bielorrusia, pero el club es refundado en 2014 con su nombre original.

## Palmarés

### Era Soviética
- Liga Soviética de Bielorrusia: 1

1982